# كلودين وايلد
كلودين وايلد (بالألمانية: Claudine Wilde)‏ هي ممثلة ألمانية، ولدت في 15 مارس 1971 في برلين في ألمانيا.

## وصلات خارجية
- الموقع الرسمي
- كلودين وايلد على موقع IMDb (الإنجليزية)
- كلودين وايلد على موقع ألو سيني (الفرنسية)
- كلودين وايلد على موقع قاعدة بيانات الفيلم (الإنجليزية)
- كلودين وايلد على موقع كينوبويسك (الروسية)